# Ryōichi Naitō
Ryōichi Naitō (内藤良一, Naitō Ryōichi), né le 26 décembre 1906 et mort le 7 juillet 1982 est un pédiatre japonais. Après avoir servi comme lieutenant-colonel dans les services médicaux de l'armée japonaise durant la Seconde Guerre mondiale, il fonde en 1950 la Croix Verte (en) (株式会社ミドリ十字, Kabushiki Gaisha Midori Jūji), l'une des premières entreprises pharmaceutiques japonaises. Ryōichi Naitō est impliqué dans les crimes de guerre commis au sein de l'unité 731, notamment des expérimentations sur des êtres humains en vue de créer des armes bactériologiques. 

## Biographie
Ryōichi Naitō naît à Ayabe, dans la préfecture de Kyoto. Il étudie d'abord à Ibaraki durant ses années de collège et de lycée, avant d'entrer en 1927 à la faculté de médecine de l'université impériale de Kyoto. Il dispose alors d'une bourse de l'armée impériale, qui finance ses études à condition qu'il s'y engage une fois son diplôme obtenu. En 1936, il devient docteur en médecine avec une spécialisation sur les bactériophages. 
À partir de 1937, après avoir effectué des recherches et recueilli des informations en Europe et aux États-Unis, il est responsable du bureau de recherche sur la quarantaine à l'école de médecine de l'armée et joue un rôle dans le développement d'armes bactériologiques et dans les expérimentations humaines menée par l'unité 731. Après son retour au Japon, Naitō est instructeur de médecine militaire à l'école de médecine de l'armée à Toyama, un district de Shinjuku, jusqu'à la fin de la guerre.  
En 1945, Naitō est interrogé par le GHQ en tant que témoin à propos des expériences menées sur des cobayes humains par l'unité 731. Il fournit aux Alliés un organigramme de l'unité et reconnaît les expérimentations, bien qu'elles aient été selon lui de la seule responsabilité du général de division Shirō Ishii.
Après la fin de la guerre, Naitō étudie la pédiatrie à la faculté de médecine de l'université de Kyoto et s'installe dans une clinique de la ville d'Ibaraki. Lui et sa femme n'ayant pas d'enfants, le couple adopte une nièce, qui se marie par la suite avec un diplômé du département de nutrition de l'école de médecine de l'université de Kyoto, qui reprend la clinique lors du départ en retraite de Naitō. Face aux difficultés que rencontre le Japon dans l'immédiat après-guerre, Naitō participe en 1950 à la création de la Croix Verte (en) (株式会社ミドリ十字, Kabushiki Gaisha Midori Jūji), une entreprise pharmaceutique servant originellement de banque du sang avant de diversifier ses activités. La création de cette entreprise impliqua également Masaji Kitano, le deuxième commandant de l'unité 731.
Ryōichi Naitō décède le 7 juillet 1982.